# Кузютіна Наталія Юріївна
Наталія Юріївна Кузютіна (рос. Наталья Юрьевна Кузютина; нар. 8 травня 1989, Брянськ, СРСР) — російська дзюдоїстка, бронзова призерка Олімпійських ігор 2016 року, чемпіонка Європи, призерка чемпіонатів світу та Європи.

## Виступи на Олімпіадах
| Олімпіада   | Дисципліна | Місце |
| ----------- | ---------- | ----- |
| Лондон 2012 | До 52 кг   | 17    |
| Ріо 2016    | До 52 кг   | 3     |